# 第31回宝塚記念
1990年6月10日に開催された第31回宝塚記念について記述する。
※年齢は全て旧表記にて表記

## レース施行時の状況
1990年のいわゆる平成三強は、オグリキャップが安田記念（第40回安田記念）を、スーパークリークが天皇賞（春）を優勝した。また、イナリワンは天皇賞（春）で2着となっていた。宝塚記念には三強すべてが出走を予定し、競馬ファンの注目を集めた。しかし直前になってスーパークリークが脚部の故障を理由に出走を回避した。

## 主な出走馬
天候：晴、芝：良
※施行条件については宝塚記念も参照。
出走頭数：10頭
| 人気 | 枠番 | 馬番 | 競走馬名         | 性齢 | 騎手     | 調教師   |
| ---- | ---- | ---- | ---------------- | ---- | -------- | -------- |
| 1    | 6    | 6    | オグリキャップ   | 牡6  | 岡潤一郎 | 瀬戸口勉 |
| 2    | 2    | 2    | イナリワン       | 牡7  | 柴田政人 | 鈴木清   |
| 3    | 5    | 5    | オサイチジョージ | 牡5  | 丸山勝秀 | 土門一美 |
| 4    | 1    | 1    | ヤエノムテキ     | 牡6  | 岡部幸雄 | 荻野光男 |
| 5    | 7    | 7    | トーワトリプル   | 牡5  | 的場均   | 柄崎孝   |

## レース結果

### レース展開
序盤はシンウインドが逃げ、オサイチジョージが2番手を先行した。オグリキャップは4番手を進んだ。レースは大きな動きがないまま推移し、第4コーナーでオサイチジョージがシンウインドを交わして先頭に立ち、そのままゴールし優勝した。オグリキャップは直線で伸びを欠き、2着に敗れた。

### 結果（上位5頭のみ）
| 着順 | 枠番 | 馬番 | 競走馬名         | タイム | 着差     |
| ---- | ---- | ---- | ---------------- | ------ | -------- |
| 1    | 5    | 5    | オサイチジョージ | 2.14.0 |          |
| 2    | 6    | 6    | オグリキャップ   | 2.14.6 | 3馬身1/2 |
| 3    | 1    | 1    | ヤエノムテキ     | 2.14.7 | 1/2馬身  |
| 4    | 2    | 2    | イナリワン       | 2.15.1 | 2馬身1/2 |
| 5    | 3    | 3    | ショウリテンユウ | 2.15.2 | 3/4馬身  |

- ラップ

13.2-11.2-11.3-12.9-12.5-11.5-11.7-12.4-12.5-12.3-12.5
13.2-24.4-35.7-48.6-61.1-72.6-84.3-96.7-109.2-121.5-134.0
この競走の映像（関西テレビ放送の中継の映像を収録したもの）は、1995年10月20日にポニーキャニオンより発売された「中央競馬GIシリーズ 宝塚記念史」に収録されている。

### 払戻金
| 単勝式   | 5   | 1140円 |
| 複勝式   | 5   | 140円  |
| 複勝式   | 6   | 100円  |
| 複勝式   | 1   | 150円  |
| 連勝複式 | 5-6 | 400円  |

## エピソード
- この競走に勝ったオサイチジョージは、結果的に1986年生まれの日本馬で唯一の古馬GⅠ制覇となった[1]